# Snowgoons
Snowgoons – niemiecka grupa producentów hip-hopowych, w skład której wchodzą obecnie: DJ Illegal (M. Rückert), Det (D. Keller), Sicknature (J. Andersen) i J.S. Kuster (Johann Sebastian Kuster). Początkowo w skład grupy wchodzili Det i DJ Illegal, którzy rozpoczęli swą działalność w 1999 r. W 2008 r. postanowili dodać do zespołu DJ Waxworka z Niemiec, który był jej częścią do 2009 r. W 2011 roku do grupy dołączyli producenci: Sicknature z Danii i J.S. Kuster z Niemiec. Snowgoons znani są z korzystania z orkiestrowych sampli i nagrywania utworów z jednymi z najbardziej wpływowych podziemnych/undergroundowych MC, jak np. członków Army of The Pharaohs, Boot Camp Click czy La Coka Nostra. Wzorują się na takich artystach jak DJ Premier, Alchemist czy RZA. Wydali kilka indywidualnych oraz kilka kolaboracyjnych albumów z takimi artystami jak Reef the Lost Cauze, M.O.P., PMD, Sean Strange (jako Goondox) oraz Onyx. Od kilku lat planowali wydać album z hiphopową grupą Krush Unit, ale album, z nieznanych przyczyn, nigdy nie ujrzał światła dziennego.
W 2011 roku uruchomili swoją własną wytwórnię muzyczną o nazwie Goon MuSick.

## Dyskografia

### Albumy
| Rok  | Tytuł |
| ---- | --- |
| 2007 | German Lugers - Data wydania: 27 lutego 2007 - Wytwórnia: Babygrande Records - Format: CD, LP                                                            |
| 2008 | Black Snow - Data wydania: 20 lutego 2008 - Wytwórnia: Babygrande Records - Format: CD, LP                                                               |
| 2009 | A Fist in the Thought (gośc. Lord Lhus i Savage Brothers) - Data wydania: 26 maja 2009 - Wytwórnia: Babygrande Records - Format: CD                      |
| 2009 | The Trojan Horse - Data wydania: 27 października 2009 - Wytwórnia: Babygrande Records - Format: CD                                                       |
| 2010 | Kraftwerk - Data wydania: 7 grudnia 2010 - Wytwórnia: ihiphop Distribution - Format: CD                                                                  |
| 2011 | The Iron Fist (gośc. Savage Brothers i Lord Lhus) - Data wydania: 5 kwietnia 2011 - Wytwórnia: Goon MuSick - Format: CD                                  |
| 2011 | Virohazard (Remix EP) (gośc. Viro the Virus) - Data wydania: 28 czerwca 2011 - Wytwórnia: Goon MuSick - Format: CD                                       |
| 2011 | Your Favorite MC (gośc. Reef the Lost Cauze) - Data wydania: 25 października 2011 - Wytwórnia: ihiphop Distribution/Goon MuSick - Format: CD             |
| 2011 | Sparta (gośc. M.O.P.) - Data wydania: 21 listopada 2011 - Wytwórnia: Babygrande Records - Format: CD                                                     |
| 2012 | Terroristen Volk (Album w języku niemieckim) - Data wydania: 16 marca 2012 - Wytwórnia: Goon MuSick - Format: CD                                         |
| 2012 | Snowgoons Dynasty - Data wydania: 17 lipca 2012 - Wytwórnia: Babygrande Records - Format: CD, LP                                                         |
| 2013 | Welcome to The Goondox (gośc. PMD i Sean Strange jako Goondox) - Data wydania: 9 kwietnia 2013 - Wytwórnia: Goon MuSick/Illseed/RBC Records - Format: CD |
| 2013 | CoVirt Ops: Infantry (gośc. Virtuoso) - Data wydania: 16 lipca 2013 - Wytwórnia: Goon MuSick/Big Bang Records - Format: CD                               |
| 2013 | Black Snow 2 - Data wydania: 13 grudnia 2013 - Wytwórnia: Goon MuSick - Format: CD, LP                                                                   |
| 2014 | #wakedafucup (gośc. Onyx) - Data wydania: 18 marca 2014 - Wytwórnia: Goon MuSick/Mad Money - Format: CD, LP                                              |
| 2014 | Grind Over Matter (gośc. Aspects) - Data wydania: 29 sierpnia 2014 - Wytwórnia: Goon MuSick - Format: CD                                                 |
| 2014 | KillaGoons (gośc. Killakikitt) - Data wydania: 6 września 2014 - Wytwórnia: Scarcity Budapest/Goon MuSick - Format: CD                                   |
| 2014 | Bodhiguard (gośc. Absztrakkt) - Data wydania: 17 października 2014 - Wytwórnia: 58Muzik - Format: CD, LP                                                 |
| 2015 | Trapped In America (gośc. N.B.S) - Data wydania: 14 lipca 2015 - Wytwórnia: Big Bang Records/Goon MuSick - Format: CD                                    |
| 2015 | Gebrüder Grimm (Album w języku angielskim i niemieckim) - Data wydania: 4 września 2015 - Wytwórnia: Wolfpack Entertainment/Goon MuSick - Format: CD     |
| 2016 | GoonBap - Data wydania: 12 grudnia 2016 - Wytwórnia: Goon MuSick - Format: CD                                                                            |

### Zaplanowane albumy
| Rok | Tytuł |
| --- | --- |
| TBA | TBA (gośc. Nine) - Data wydania: 2018 - Wytwórnia: Goon MuSick - Format: CD                                       |
| TBA | Onyx vs. M.O.P. (gośc. Onyx i M.O.P.) - Data wydania: TBA - Wytwórnia: Goon MuSick/Major Independent - Format: CD |
| TBA | TBA (gośc. Reef the Lost Cauze) - Data wydania: TBA - Wytwórnia: Goon MuSick - Format: CD                         |
| TBA | TBA (gośc. Sabac Red) - Data wydania: TBA - Wytwórnia: TBA - Format: CD                                           |

### Mixtape'y
| Rok  | Tytuł                                                                                                 |
| ---- | --- |
| 2009 | German Snow - Data wydania: 2009 - Format: CD                                                         |
| 2010 | Black Luger - Data wydania: 2010 - Format: CD                                                         |
| 2010 | Sicknature & Snowgoons: Banished From Home - Data wydania: 2010 - Format: CD                          |
| 2015 | Independent Warriors - Data wydania: 22 maja 2015 - Wytwórnia: Goon MuSick - Format: CD               |
| 2015 | The Best of Snowgoons - Data wydania: 21 sierpnia 2015 - Wytwórnia: iHipHop Distribution - Format: CD |

### Inne
| Rok  | Tytuł |
| ---- | --- |
| 2004 | Clip Full Of Ammo/ The Inauguration/ Hard to Catch - Data wydania: 2004 - Wytwórnia: Hot Shit Records - Format: CDS  |
| 2009 | German Lugers + Black Snow (Instrumentals) - Data wydania: 6 marca 2009 - Wytwórnia: Babygrande Records - Format: CD |

### Sicknature
| Rok  | Tytuł |
| ---- | --- |
| 1999 | Limitless Prospects (EP) - Data wydania: 5 października 1999 - Wytwórnia: DTM Management - Format: LP      |
| 2002 | The Sicknature (mixtape) - Data wydania: 2002 - Wytwórnia: Final Kut - Format: CD                          |
| 2007 | Honey I'm Home - Data wydania: 2007 - Wytwórnia: Sicknature - Format: CD                                   |
| 2013 | Nature of the Contaminated - Data wydania: 30 września 2013 - Wytwórnia: Goon MuSick - Format: CD, LP      |
| 2017 | Copenhagen Kaiju (EP) - Data wydania: 24 listopada 2017 - Wytwórnia: Poetic Droid/Goon MuSick - Format: CD |

## Wyprodukowane utwory
- 2003
  - Donald D – The Return Of The Culture
- 2005
  - Doujah Raze – The Inauguration
  - Majik Most – Who What When Where (gośc. Celph Titled)
- 2006
  - The Devil'z Rejects – Incredibles
  - The Devil'z Rejectz – Dead Man Walking
- 2007
  - Apathy – A.O.T.P.
- 2008
  - Brooklyn Academy – The Last Passion
  - Brooklyn Academy – Black Out (gośc. Jean Grae)
  - Canibus & Oobe – PL∞-Spitfest (Poet Laureate Infinity Mix)
  - Canibus – War (Poet Laureate Infinity Mix)
  - Dra-Q & Damion Davis – Rewind that sh!t
  - King Syze – Cement Work
  - Sabac Red – The Commitment
  - Doap Nixon – Heaven Is Calling (gośc. Cynthia Holliday)
- 2009
  - NATO (gośc. J-Ro (The Alkaholiks)) – Cross Boarders
  - NATO – Broadcast (gośc. Blak Twang i Seanie T.)
  - Nervous Wreck & Chino XL – Knucklesandwich
  - Godilla – Lion´s Den / The Getback (gośc. Adlib i UG)
  - King & The Cauze – Snowgoons (gośc. Adlib, Ali Armz i Godilla)
  - Randam Luck – Street Goons (gośc. Jimmy Powers)
  - Randam Luck – Verbal Holocaust remix (gośc. Ill Bill)
  - Randam Luck – Raw remix (gośc. Vinnie Paz)
  - Viro The Virus – Heat
  - Para Bellum – Az Elsö Menet
  - Para Bellum – Torkolattűz
  - Sick Jacken (z Psycho Realm) – Sick Life (gośc. Cynic i Bacardi Riam)
- 2010
  - Psych Ward – Lost Planet (gośc. Snored Putz)
  - Chief Kamachi – 2nd Lecture
  - M-Dot – The Real & the Raw remix (gośc. Jaysaun ze Special Teamz)
  - Mark Deez – The Oracle (gośc. Dr iLL i Powder)
  - Mark Deez – I'm Here Now
  - Fanatik – Franchement
  - Revolution of the Mind – Die for My People
  - The Lost Children of Babylon – Babylon A.D.
  - The Lost Children of Babylon – Skull & Bones
  - The Lost Children of Babylon – Beware The Zeitgeist
  - The Lost Children of Babylon – The Venus Project
  - Sean Strange – Diabolical Decibles (gośc. Exlib, Meth Mouth i Nems)
  - Powder – Flowers
  - N.B.S. – B.O.S.T.O.N.
- 2011
  - Killakikitt – Intro
  - Killakikitt – A kocka el van vetve (gośc. NKS)
- 2012
  - N.B.S. – The Essence of Real Rap (gośc. Akrobatik)
- 2013
  - Demigodz – The Summer of Sam
  - Nature – New York Niggaz
  - Psych Ward – Subterranean (gośc. Solomon Child, J Reno i Banish)
  - Hus Kingpin – Pyramid Points (gośc. Rozewood)
  - N.B.S. – Perm Time
  - N.B.S. – Smiley (gośc. Smiley i Sicknature)
- 2014
  - Diabolic – Suffolk's Most Wanted (gośc. R.A. the Rugged Man)
  - Diabolic – Bad Dream
- 2016
  - Golden Era Cypher

## Teledyski
- 2007 Never gośc. Reef the Lost Cauze
- 2008 Nothin You Say gośc. Edo G.
- 2008 This Is Where The Fun Stops gośc. Reef the Lost Cauze
- 2008 Who gośc. Outerspace
- 2008 Casualties Of War gośc. Smif-N-Wessun
- 2008 Raining gośc. Edo G, Jaysaun i Brainstorm
- 2009 Who (Remix) gośc. Outerspacez, Suspee i Black Market
- 2009 The Time Is Now gośc. D-Stroy i Freestyle
- 2009  Krush University gośc. Krush Unit i Freestyle
- 2009 Git Cha Gully Up gośc. Outerspace
- 2010 King Kong gośc. Reef the Lost Cauze
- 2010 Snowgoons Dynasty gośc. Freestyle
- 2010 Global Domination gośc. Lord Lhus, Sean Strange, Sicknature i Psych Ward
- 2012 "Terrorist" gośc. Marph
- 2012 "Von der Hand in den Mund" gośc. Absztrakkt
- 2012 "John McEnroe" gośc. N.B.S & Sicknature